# Eric Morley
Eric Morley (Holborn, 26 settembre 1918 – Londra, 9 novembre 2000) è stato il fondatore del concorso di bellezza Miss Mondo.
Alla sua morte il concorso è passato nelle mani della moglie Julia Morley.
Ex comandante della Royal Army Service Corps, Eric Morley iniziò a lavorare nel mondo dello spettacolo nel 1946 come impresario dell'azienda Mecca.
Nel 1951 inventò il concorso Miss Mondo, inizialmente come strumento di promozione per la propria azienda. Il concorso raggiunse il proprio apice fra gli anni settanta e gli ottanta, con oltre venti milioni di telespettatori nel Regno Unito.
Morì per un attacco cardiaco il 9 novembre 2000, presso il Princess Grace Hospital di Londra. Già dal 1968 sua moglie Julia Morley aveva assunto l'organizzazione di Miss Mondo, mentre dopo la morte del marito nel 2000 prese il posto di presidente del concorso.